# Kovalentní vazba

Znázornění vzniku kovalentní vazby v molekule vodíku H_{2}

Kovalentní vazba (homopolární vazba nebo elektronová párová vazba) je forma chemické vazby, která je charakteristická sdílením jednoho nebo více párů elektronů mezi dvěma atomy. Tyto páry se nazývají sdílené nebo vazebné páry a zajišťují stabilní rovnováhu přitažlivých a odpuzujících sil mezi atomy. U mnoha molekul umožňuje sdílení elektronů každému atomu dosáhnout plného elektronového obalu, což odpovídá stabilní elektronové konfiguraci. Pevnost kovalentní vazby je popsána vazebnou energií, směr jejího působení určuje geometrickou strukturu vazby.

Znázornění vzniku kovalentní vazby v molekule chloru Cl_{2}

Kovalentní vazby se zúčastňují pouze valenční elektrony reagujících atomů. Atomy mezi sebou mohou sdílet jeden elektronový pár (jednoduchá vazba, σ vazba), dva elektronové páry (dvojná vazba, σ vazba a π vazba), tři elektronové páry (trojná vazba, σ vazba a dvě π vazby) a výjimečně více elektronových párů.
Počet kovalentních vazeb, které daný prvek tvoří se nazývá vaznost. Dvojná vazba se počítá jako dvě vazby, trojná jako tři vazby. Například vodík je jednovazný, kyslík je většinou dvojvazný a uhlík čtyřvazný.
Tento druh vazby je typický pro organickou chemii, neboť pro organické molekuly je mnohem běžnější vazba kovalentní než vazba iontová. V anorganické chemii je kovalentní vazba méně běžná a tvoří se zejména mezi atomy nekovů a u anorganických látek s krystalovou mřížkou složenou ze stejných atomů (diamant, křemík, germanium, karbid křemíku).

## Historie

Dvě zobrazení molekuly methanu CH_{4}. Vlevo tečky reprezentují vazebné elektrony a vpravo čárky reprezentující vazebné dvojice elektronů.

- Dvě zobrazení molekuly methanu CH4. Vlevo tečky reprezentují vazebné elektrony a vpravo čárky reprezentující vazebné dvojice elektronů.V roce 1916 americký fyzikální chemik Gilbert Newton Lewis (1875–1946) poprvé popsal sdílení elektronových párů mezi atomy. Zavedl elektronovou tečkovou notaci nebo Lewisovu tečkovou strukturu, ve které jsou valenční elektrony ve vnějším obalu atomu reprezentovány jako tečky kolem atomových symbolů. Páry elektronů umístěné mezi atomy představovaly kovalentní vazby. Více párů představovalo více vazeb, jako jsou dvojné vazby a trojné vazby. Později byly tečky reprezentující elektrony nahrazeny čárkami reprezentujícími elektronové páry tvořící vazbu.
- Termín kovalence v souvislosti s vazbou byl poprvé použit v roce 1919 Irvingem Langmuirem (1881–1957) v článku Uspořádání elektronů v atomech a molekulách vydaném v časopise Journal of the American Chemical Society. Langmuir v něm napsal: pojmem kovalence označujeme počet elektronových párů, které daný atom sdílí se svými sousedy.
- V roce 1927 se Walter Heitler (1904–1981) a Fritz Wolfgang London (1900–1954) zasloužili o první úspěšné kvantově mechanické vysvětlení chemické vazby molekulárního vodíku. Jejich práce byla založena na modelu valenční vazby, který předpokládal, že chemická vazba vzniká při správném překrývání atomových orbitalů zúčastněných atomů.

## Vznik kovalentní vazby

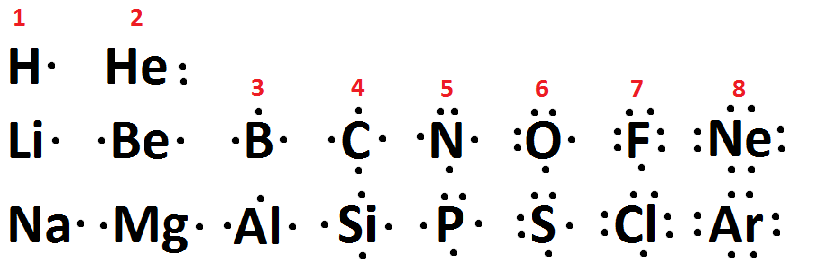
Lewisovské znázornění valenčních elektronů základních prvků v periodické tabulce. Vodík se snaží získá jeden elektron, aby dosáhl konfigurace helia. Ostatní prvky se snaží získat konfiguraci nejbližšího vzácného plynu, tedy neonu nebo argonu podle oktetového pravidla.

Molekuly se během chemických reakcí netvoří z libovolných kombinací atomů. Do reakcí vstupují jen atomy, které mají elektronové obaly vhodné pro vytváření vazeb mezi sebou. Nejpřesnější popis vzniku kovalentní vazby poskytuje teorie molekulárních orbitalů a teorie valenční struktury.
Pro pochopení vzniku kovalentní vazby je však možné použít jednodušší vysvětlení, kterým je oktetové pravidlo nebo pravidlo vzácných (inertních) plynů. Podle těchto pravidel jsou chemické sloučeniny zvláště stabilní, když příslušné atomy dosáhnou nejbližší konfigurace vzácných plynů z osmé skupiny periodické tabulky. Tyto plyny mají nejstabilnější elektronovou konfiguraci a jsou proto stabilní a netečné.

Kovalentní vazby podle oktetového pravidla pro molekuly: a) kyslík O_{2}, voda H_{2}O, chlorovodík HCl, oxid uhličitý CO_{2}, dusík N_{2}, oxid dusnatý NO.

První prvek periodické tabulky vodík (s jedním elektronem ve valenční sféře) má nejbližší vzácný plyn helium (s pouhými dvěma elektrony). Pro vodík je tedy pravidlo splněno pouze dvěma elektrony (elektronový duplet) a vzniká zde kovalentní vazba H−H.
U ostatních atomů platí oktetové pravidlo, neboť ve sloučeninách dosahují valenčního obalu se čtyřmi elektronovými páry (elektronový oktet). Pravidlo oktetu platí především pro většinu kombinací prvků prvních dvou period periodické tabulky. Jsou to hlavně uhlík, dusík a kyslík, které jsou pro svou schopnost vytvářet kovalentní vazby nejdůležitějšími prvky organických sloučenin.

## Elektronegativita a polarita kovalentní vazby
Prvky periodické tabulky jsou charakterizovány svou elektronegativitou, která vyjadřuje jejich schopnost přitahovat vazebné elektrony:
- Vyšší hodnoty elektronegativity mají ty prvky, které přijmutím elektronů a vznikem aniontu dosáhnou elektronové konfigurace následujícího vzácného plynu.
- Nižší elektronegativity mají prvky, které odevzdáním elektronů a vznikem kationtu dosáhnou elektronové konfigurace předchozího vzácného plynu.

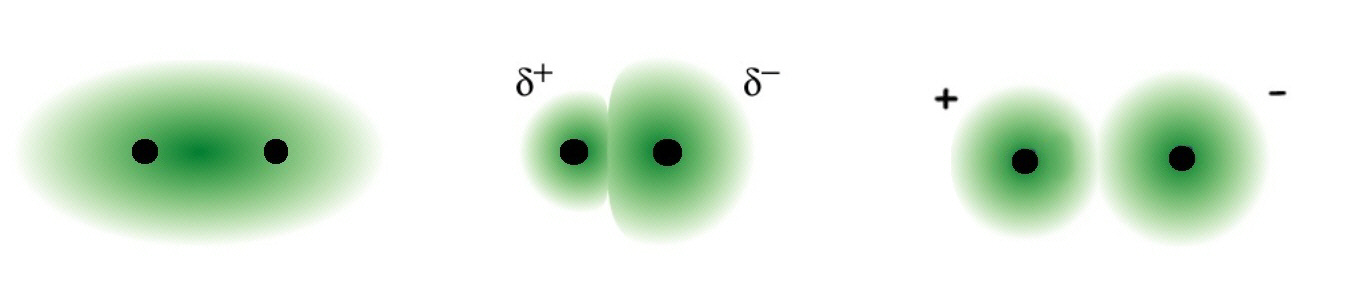
Znázornění nepolární kovalentní vazby, polární kovalentní vazby a iontové vazby

Polarita chemické vazby je určena schopností atomů přitáhnout vazebný elektronový pár, tedy rozdílem jejich elektronegativit (∆X) vázaných atomů. Vazby proto rozlišujeme podle rozdílu elektronegativity atomů, které je tvoří, na nepolární, polární a iontové:

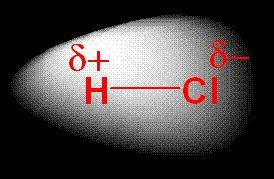
Příklad polární vazby v chlorovodíku HCl

- Příklad polární vazby v chlorovodíku HClNepolární vazba (rozdíl elektronegativity ∆X je menší než 0,4) – hustota vazebného elektronového páru mezi oběma vazebnými atomy je rozložena rovnoměrně a vazebný elektronový pár je atomy sdílen.
- Polární vazba (rozdíl elektronegativity ∆X je 0,4–1,7) – hustota vazebného elektronového páru je rozložena mezi dvěma vazebnými atomy nestejnoměrně, ale stále ještě jsou vazebné elektrony sdíleny.
- Iontová vazba (rozdíl elektronegativity ∆X je větší než 1,7) – hustota vazebného elektronového páru mezi dvěma vazebnými atomy je zcela posunuta k jednomu z atomů. Taková vazba již není polární, neboť není tvořena sdílenými elektronovými páry, ale je tvořena dvěma odlišně nabitými ionty.

## Vazby sigma (σ) a pí (π)

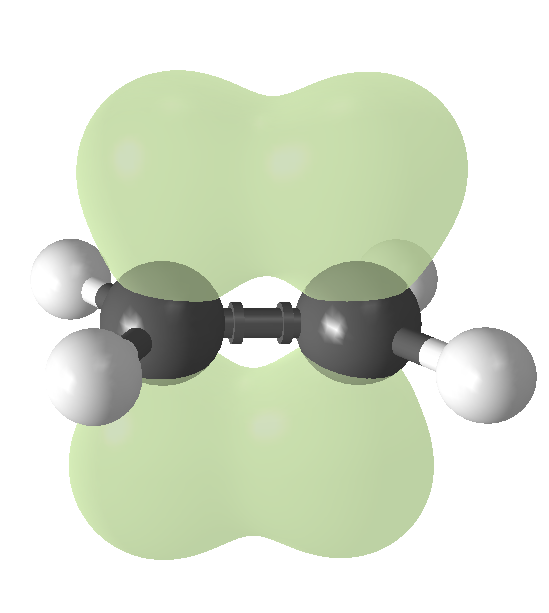
Model dvojné vazby ethenu H_{2}C=CH_{2}, která je tvořená jednou vazbou σ (tmavá spojnice mezi atomy uhlíku) a jednou vazbou π (zeleně vyznačen překryv p orbitalů)

Uspořádání elektronů uvnitř elektronového obalu popisuje elektronová konfigurace, podle které se elektrony převážně vyskytují v prostoru, který se nazývá atomový orbital (s, p, d, f). Právě podle účasti těchto orbitalů na chemické vazbě je dělíme na:
- Vazba sigma (σ) je druh kovalentní chemické vazby, který vzniká maximálním překryvem atomových orbitalů na spojnici jader vázaných atomů. Jedná se o nejsilnější druh kovalentní vazby. Řecké písmeno σ odkazuje na orbitaly s, které se vazby nejčastěji účastní. Mohou to však být i orbitaly p nebo d, pokud je největší elektronová hustota mezi středy atomů.

- Vazba pí (π) je druh kovalentní vazby, která vzniká překryvem atomových orbitalů mimo spojnici jader vázaných atomů. Orbitaly se překrývají ve dvou místech (p-p, p-d, d-d). Řecké písmeno π odkazuje na orbitaly p, které se vazby nejčastěji účastní.

Pokud je mezi atomy dvojná nebo trojná vazba, je vždy jedna vazba σ a ostatní jsou vazby π. U vyšších násobností vazby se objevují i vazba delta (překryv d-d, d-f nebo f-f na čtyřech místech) nebo vazba fí (překryv f-f na šesti místech).

## Řád vazby

Jednoduché vazby v methanu

Řád vazby charakterizuje počet elektronových párů sdílených mezi atomy (nemusí být nutně celočíselný). Je roven rozdílu počtu vazebných a protivazebných elektronů dělenému dvěma.
- Jednoduchá vazba je tvořena sdílením jednoho elektronového páru (řád vazby je roven jedné). Jako příklad lze uvést vazby v methanu nebo mezi atomy vodíku a kyslíkem v molekule vody.

Jedna dvojná vazba v ethenu

- Jedna dvojná vazba v ethenuDvojná vazba je tvořena sdílením dvou elektronových párů (řád vazby je roven dvěma). Například v molekule ethenu tvoří vazbu jedna sigma a jedna pí vazba.
- Trojná vazba je tvořena sdílením tří elektronových párů (řád vazby je roven třem). Například v molekule ethynu tvoří vazbu jedna sigma a dvě pí vazby.
- Čtverná vazba je tvořena sdílením čtyř elektronových párů (řád vazby je roven čtyřem). Tento typ vazby mohou vytvářet pouze přechodné kovy, protože se na ní podílejí d-orbitaly. Je poměrně vzácná, popsána byla například ve sloučeninách molybdenu a ruthenia.

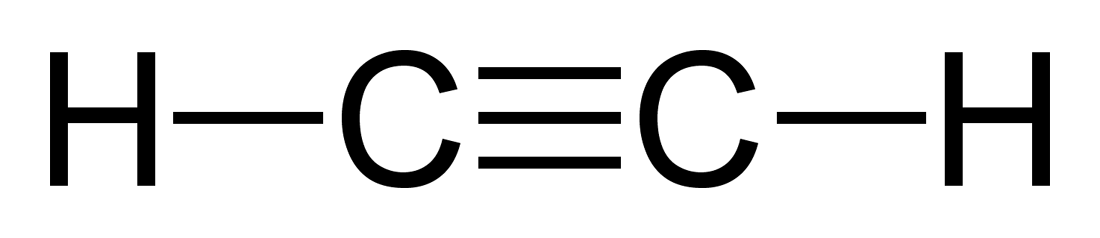
Jedna trojná vazba v ethynu

- Jedna trojná vazba v ethynuPaterná vazba je tvořena sdílením pěti elektronových párů (řád vazby je roven pěti). Tento typ vazby mohou vytvářet pouze přechodné kovy, protože se na ní mohou podílet i vyšší orbitaly než d orbitaly. Byla zaznamenána ve sloučenině [CrC6H3-2,6-(C6H4-2,6-(CHMe2)2)2]2, paterná vazba je mezi chromy.[1]
- Šesterná vazba je tvořena sdílením šesti elektronových párů (řád vazby je roven šesti). Tento typ vazby mohou vytvářet pouze přechodné kovy, protože se na ní podílejí vyšší orbitaly než d orbitaly. Teoreticky byla předpovězena pro molekulu U2, ta však neexistuje.[2] Zaznamenána byla u wolframu, v dvouatomové molekule W2.[1]
- Vyšší vazby než šestinásobné by neměly existovat. Elektronové konfigurace schopné takových vazeb se u známých prvků periodické soustavy nevyskytují.[2]